# Liebauite
La liebauite è un minerale.